# کشتار گسپیچ
کشتار گسپیچ (انگلیسی: Gospić massacre) کشتار ۱۰۰ تا ۱۲۰ شهروند عمدتاً صرب در شهر گسپیچ در کرواسی بین ۱۷ تا ۲۵ اکتبر ۱۹۹۱ و در جریان جنگ استقلال کرواسی بود.این کشتار به‌دستور میرکو نوراتس فرمانده تیپ پیاده‌نظام ۱۱۸ام گارد ملی کرواسی و تیهومیر اورشکویچ مسئول ستاد بحران منطقه لیکا انجام‌شده‌بود.